# Achaetops pycnopygius
Achaetops pycnopygius là một loài chim trong họ Macrosphenidae.